# Airbnb
Airbnb je webová služba zprostředkující pronájem ubytování. Soukromá společnost provozující stránku, Airbnb Inc., byla založena v srpnu 2008 a sídlí v San Franciscu. K 7. lednu 2015 inzerovala přes milion nabídek z 34 tisíc měst a 190 zemí. Uživatelé se musí před využitím služeb stránky zaregistrovat a vytvořit si osobní stránku s profilem. Každá nemovitost je spojena s hostitelem, jehož profil obsahuje doporučení od ostatních uživatelů, hodnocení od dřívějších hostů, hodnocení hostitelovy odezvy a systém osobních zpráv.
V dubnu 2017 bylo na Airbnb 15 900 nabídek ubytování v České republice, z toho 11 500 v Praze, za rok 2016 se pomocí této služby v Česku ubytovalo 710 000 lidí, turistické poplatky však odvádí jen někteří. V roce 2020 už bylo jen v Praze celkem 13 116 nabídek ubytování z Airbnb.

## Historie

Sídlo Airbnb v San Franciscu

Krátce po přistěhování do San Francisca v říjnu 2007 nemohli spolubydlící a bývalí spolužáci Brian Chesky a Joe Gebbia zaplatit nájem za jejich podkrovní byt. Přišli tedy s nápadem umístit do jejich obývacího pokoje nafukovací matrace a provozovat na nich ubytování způsobem „bed and breakfast“.  Prvním cílem bylo vydělat si pouze nějaké peníze na přilepšenou. V únoru 2008 se k nim přidal bývalý spolubydlící Nathan Blecharczyk jako technický ředitel a třetí spoluzakladatel nového podniku AirBed & Breakfast. Vytvořili webovou stránku, která nabízela krátký pronájem pro lidi, kteří si nemohli pronajmout hotel. V srpnu 2008 oficiálně tuto stránku i spustili. První zákazníci k nim dorazili během léta 2008.
Do července 2011 společnost získala 119,8 milionů dolarů z fondů rizikového kapitálu od Y Combinator, Greylock Partners, Sequoia Capital, Andreessen Horowitz, DST Systems, General Catalyst Partners a nezveřejněné částky od podnikatelských partnerů Jaweda Karima, Keitha Raboise, Kevina Hartze a Ashtona Kutchera a Guye Osearyho. V dubnu 2014 získala investici 450 milionů dolarů od TPG Capital, čím ji společnost ocenila na 10 miliard dolarů.

## Finanční data
| Rok  | Počet hostů (mil.) | Tržby (mld. USD) | Zisk (mil. USD) |
| ---- | ------------------ | ---------------- | --------------- |
| 2016 | 80                 | 1,7              | 100             |
| 2017 | 100                | 2,6              | 93              |
| 2018 | 150                | 3,5 (předp.)     |                 |

## Regulace ve světě

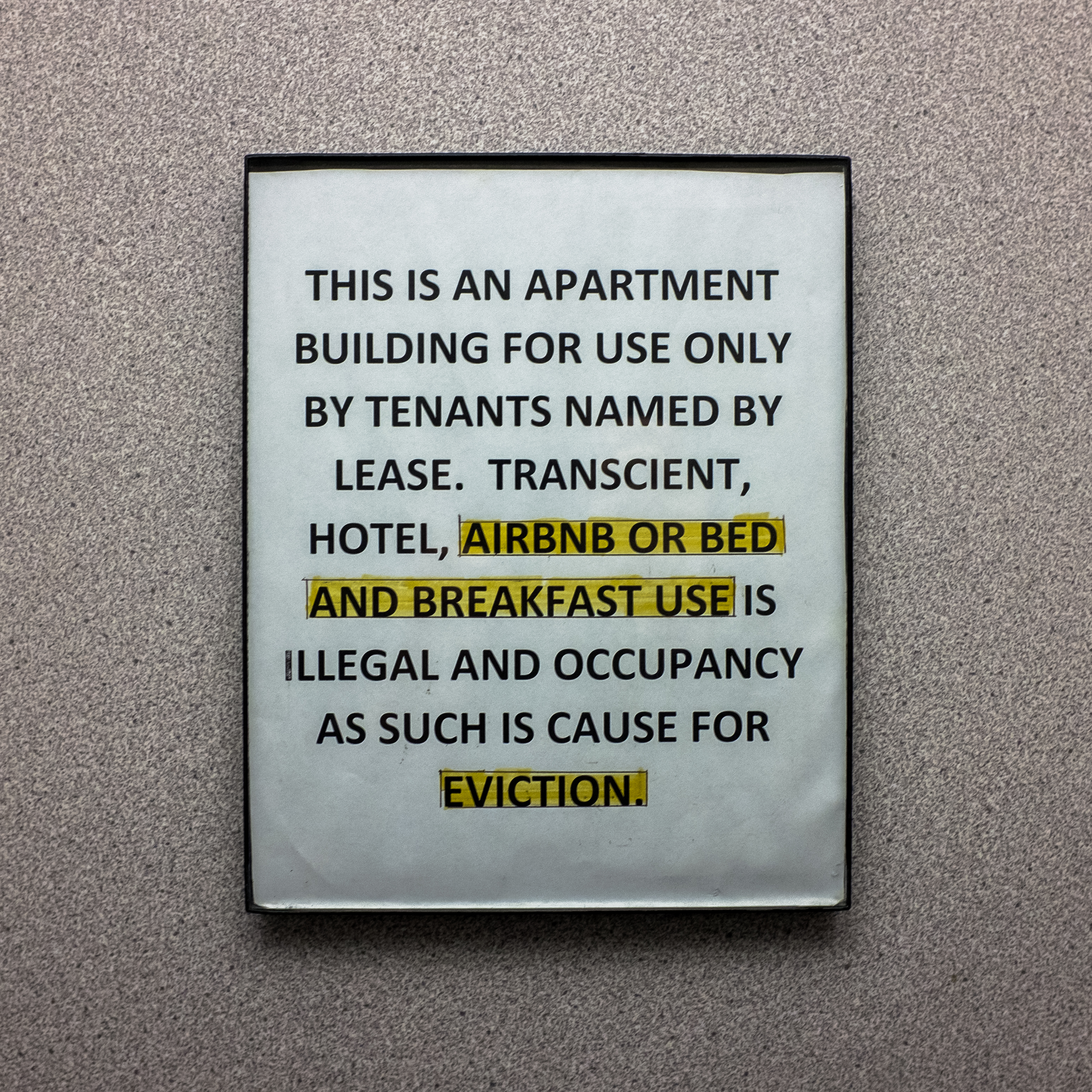
Cedule upozorňující na zákaz Airbnb v domě v New Yorku

Řada evropských měst, např. Barcelona, Amsterdam, Paříž a Benátky posílila právní předpisy týkající se krátkodobých pronájmů, jako je Airbnb, s cílem řešit zvýšení životních nákladů místních obyvatel a dalších problémů spojených s touto službou. Americká města Washington, D.C., Los Angeles, Santa Monica, San Francisco, Charleston a New York mají také určitá právní omezení. Jersey City mělo nejvíce hostitelů ve státě, referendum z listopadu 2019 schválilo předpisy pro krátkodobé nájemné, které jsou považovány za nejpřísnější ve Spojených státech. Nová pravidla v Japonsku týkajících se Airbnb vešla v platnost v roce 2018, po jejich zavedení klesl počet Airbnb o téměř 80 %.
Města také regulují počet dní možných pro krátkodobý pronájem, například v Paříži je to 120 dní na rok (u každého bytu musí být viditelné kolik jich zbývá), v San Franciscu a Londýně 90 dní, v Berlíně 60 dní a v Amsterdamu 30 dní. V New Yorku je nyní protiprávní pronajímat byty na méně než 30 dní (výjimku mají byty kde majitel bydlí), v Orlandu je zařízení umožňující ubytování na méně než týden považováno za hotel/motel a ve Washingtonu D.C. lze pronajmou pouze jednotku se svým trvalým bydlištěm. Například v Amsterdamu je také omezený počet čtyř hostů na jednotku. V Berlíně může majitel pronajmout maximálně 50 % z celkové plochy bytu a musí získat povolení od svých sousedů a městské části.

## Regulace v Česku
Praha má jeden z nejbenevolentnější přístupů ke krátkodobým pronájmům v Evropě, ovšem všichni kandidáti na primátora se před komunálními volbami 2018 vyjádřili pro zavedení regulací. Zprostředkovatelé krátkodobého ubytování musejí jen sdílet údaje na vyžádání s úřady a platit turistickou daň.
Od února 2020 město Praha prosazuje čtyři zákonné opatření proti Airbnb: povinnost platforem informovat obce o ubytováních, možnost samosprávy nařízením regulovat služby na svém území (například pomocí omezení počtu dní ubytování v roce), získání souhlasu pro majitele pronajímaného bytu od vlastníků ostatních bytů a jejich společenství a plnění stejných norem z hlediska bezpečnosti jako hotely. V listopadu 2021 vedení Prahy předložilo návrh novely živnostenského zákona poslanecké sněmovně. Návrh však senátem neprošel. 
Regulaci Airbnb poté připravuje přímo Ministerstvo pro místní rozvoj, připravena by měla být v roce 2022. Ivan Bartoš (Piráti) souhlasí s vedením Prahy v čele se svým stranickým kolegou Zdeňkem Hřibem, že sdílené ubytování často funguje jako hotely a penziony, „leckdy nejsou dodržována pravidla platná pro běžné poskytovatele ubytování, proto by obcím mělo být umožněno je vymáhat, jde o velkou zátěž pro centra měst a obyvatele s trvalým pobytem.“
V březnu 2023 Nejvyšší soud rozhodl o vyslovení neplatnosti rozhodnutí shromáždění vlastníků ze dne 18. 5. 2017, kterým bylo schváleno omezení krátkodobých pronájmů bytů, včetně Airbnb. Společenství vlastníků jednotek na Praze 1 odsouhlasilo stanovy, podle kterých provoz krátkodobého pronájmu musí povolit všichni členové SVJ. Majitel bytu, který provozoval ubytovací služby, podal žalobu na Městský soud v Praze, ale spor v první instanci prohrál, Městský soud uvedl, že pokud jeden z majitelů vykonává své vlastnické právo způsobem, který negativně ovlivňuje ostatní, není v rozporu s právními předpisy, pokud zbývající vlastníci prostřednictvím společenství jeho práva omezí. Majitel následně uspěl u Vrchního soudu. SVJ podalo dovolání, které Nejvyšší soud zamítl. 

## Povinnosti zprostředkovatelů Airbnb v Česku
Podle rozhodnutí českého soudu ze srpna 2021 jde o podnikání v oblasti ubytovacích služeb a nikoli o bydlení. Tudíž vznikají nároky Finanční správy na danění příjmů, povinné odvody na sociálním a zdravotním pojištění, k vedení účetnictví, nebo daňové evidenci. Podle stavebního úřadu je Airbnb v kategorii ubytoven, nikoliv bytů, a proto vlastník odpovídá za přísnější protipožární opatření (např. koberce a tapety se speciálními úpravami proti hoření).
V listopadu 2022 vydalo Ministerstvo pro místní rozvoj aktualizovanou verzi své metodiky k problematice krátkodobého ubytování, zde se znovu potvrzuje dřívější rozhodnutí soudu a jednoznačně se konstatuje, že v případě krátkodobého ubytování nejde o pronájem, ale o podnikání, tudíž je nelegální využívat stavby za jiným účelem pokud byla zkolaudovaná k bydlení. Připojeno bylo také stanovisko Hasičského záchranného sboru České republiky jaké podmínky musí takové podnikání splňovat.
Každý poskytovatel má tedy povinnost se na finančním úřadě registrovat k dani z příjmů fyzických osob nebo právnických osob, získat živnostenské oprávnění a podat daňové přiznání z podnikání, musí odvádět platby na pojistné na sociální zabezpečení a zdravotní pojištění, má také povinnost platit místní poplatky z ubytovací kapacity a vést evidenci hostů v ubytovací knize. Pokuta za nesplnění povinnosti registrovat se k poplatkům pak může být uložena až ve výši 500 000 Kč, za trestný čin neoprávněného podnikání lze uložit trest odnětí svobody do 3 let, v nejzávažnějších případech odnětím svobody až na 10 let.

## Kritika

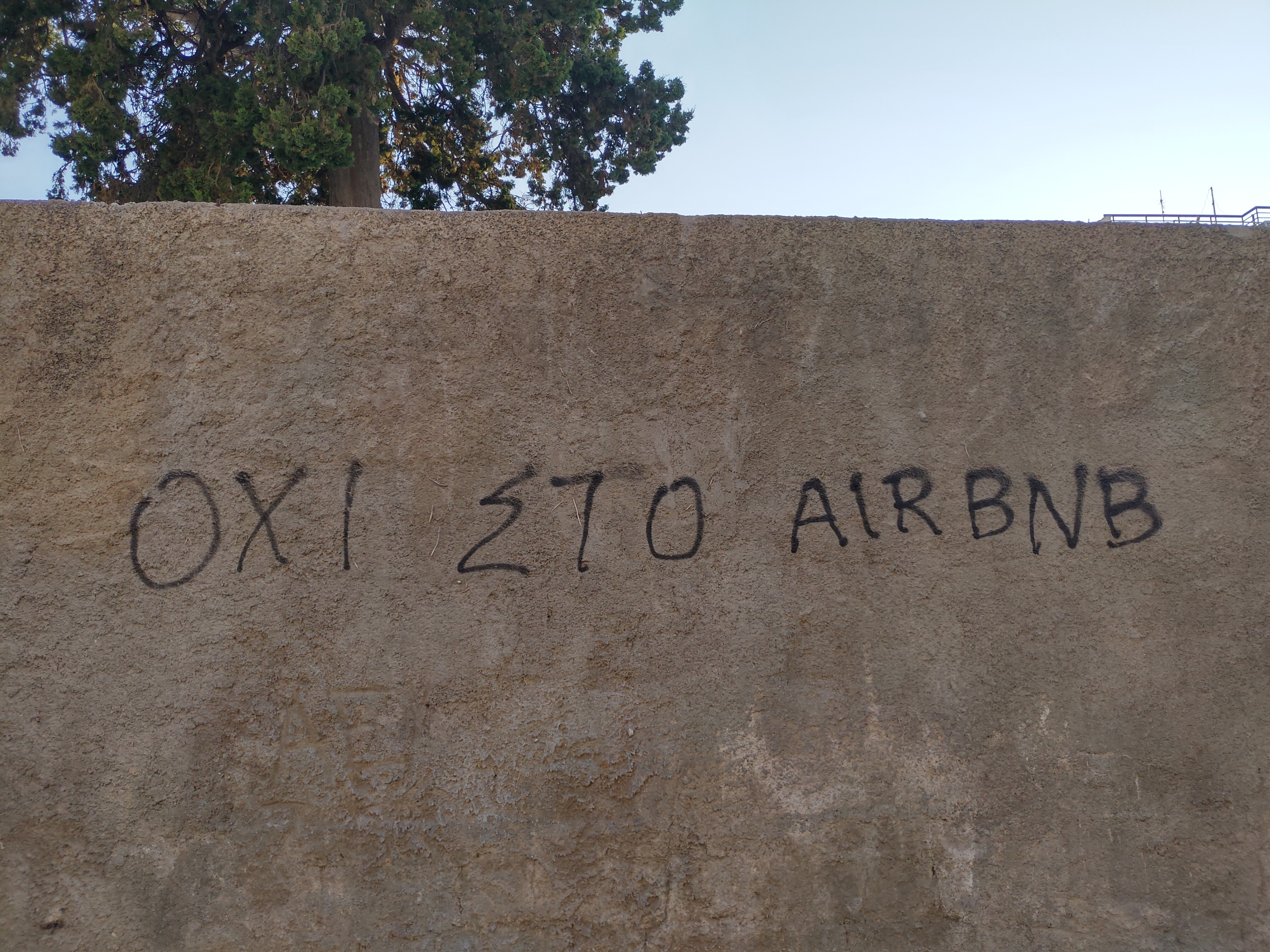
Nápis „Ne Airbnb“ v Řecku

Služba Airbnb byla kritizovaná za údajné zvýšení cen okolního bydlení. Od globalizace společnosti schválilo mnoho vlád různými předpisy omezujícími činnost krátkodobých společností poskytujících pronájem nemovitostí, jako je Airbnb. V San Franciscu vedl tento problém k protestům v listopadu 2015. Pronajímatelé byli obviněni z nezákonného vystěhování nájemníků, aby převedli nemovitosti na seznamy Airbnb. Studie University of Massachusetts v Bostonu Katedra ekonomie zjistila, že s každými 12 zápisy Airbnb se poptávka nájemného zvýšila o 0,4% ceny. V okolí se zvyšuje i kriminalita.
Na Airbnb si stěžují obyvatelé, kteří žijí v blízkosti pronajímaných nemovitostí. V Praze si místní obyvatelé stěžují zejména na hluk, nepořádek a neustálé střídání nájemníků. Stížnosti v Česku na službu v roce 2017 vzrostly zhruba o 30 %. Problémem bývá zejména vyšší četnost lidí v bytech, oproti číslu nahlášenému předem a dochází k ničení obydlí lidí, kteří v budově žijí trvale. Turisté obývající byt jen na několik dní neberou příliš ohled na sousedy. Podle starosty Prahy 1 jsou problémy v soužití rezidentů a krátkodobých obyvatel největší právě v této městské části, podle něj Airbnb a podobné platformy přispívají k postupnému vylidňování centra města.
Sdružení nájemníků ČR vyzvalo v roce 2017 vedení Prahy a dalších velkých měst v Česku, aby se začala zabývat problémy Airbnb. Služba prý porušuje stavební zákon, státu unikají daně, z trhu mizí tisíce bytů k bydlení pro běžné nájemníky a zhoršuje soužití v domech. Sdružení Stop Airbnb v únoru 2020 zorganizovalo v Praze protest proti platformám pro krátkodobé ubytování.

## Kontroverze
V roce 2019 server vice.com upozornil na podvodné schéma některých hostitelů. Představuje problém především pro uživatele, kteří jsou unavení po dlouhé cestě do města, ve kterém jsou poprvé. Podvod funguje způsobem, že po té, se uživatel dostaví na místo ubytování, hostitel se ozve s tím, že vznikl problém a že ubytování v daném domě není možné, a nabídne jiné ubytování. Pošle uživateli hezké obrázky náhradního ubytování, ale na místě uživatel zjistí, že náhradní ubytování je spíš bouda s nábytkem ze skládky. Pokud se uživateli ubytování nelíbí, měl by podle podmínek Airbnb ubytování okamžitě stornovat a nezůstávat ani jednu noc. Ovšem pokud je někdo v daném městě poprvé a do města dorazil pozdě večer po dlouhé cestě, nejspíše nové ubytování hledat nebude. Protože v systému Airbnb hodnotí nejenom uživatel hostitele, ale i hostitel uživatele, uživatelé, kteří se dožadovali svých práv, dostali od podvodných hostitelů negativní recenzi. Více než desetina bytů pro hosty přes Airbnb má skryté kamery.
K největším poskytovatelům krátkodobých pronájmů v Česku patří Ivana Tykač, nabízí okolo tisíce lůžek a skupuje již dokonce celé domy, které přebudovává na Airbnb hotely, to bývá kritizováno kvůli přílišnému odklonu od původní myšlenky Airbnb (pronájem přebytečného lůžka), její podnikání je kritizováno kvůli maximalizaci zisku na úkor klidu sousedů. Tyto byty kupuje Pavel Tykač, dříve stíhaný policií. Prostory měly být prodávány hluboce pod cenou. Ivana Tykač také figuruje v kauze prošetřovanou policií, která se týká podivných prodejů nemovitostí na Praze 1.